# Ashayet
| aA · a | A | S | i | i | t |

| aA · a | A | S | i | i | t |

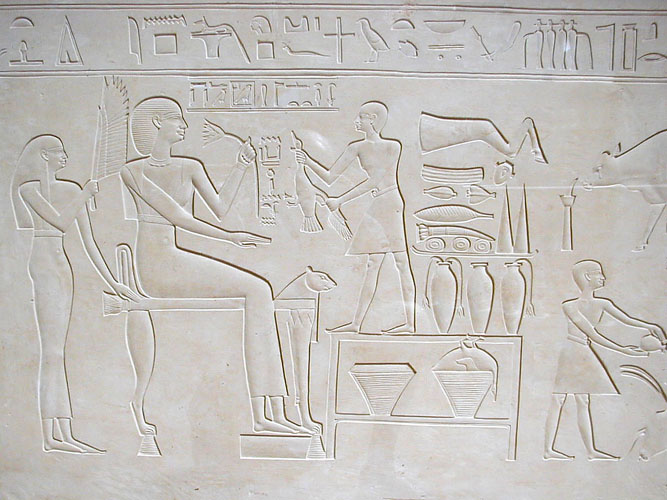
Relieve representando a Ashayet en su sarcófago de caliza.

Ashayet o Ashait fue una reina consorte del Antiguo Egipto, una esposa secundaria del faraón Mentuhotep II de la XI dinastía. Su tumba (DBXI.17) y pequeña capilla decorada fueron encontradas en el complejo del templo funerario de su marido en Deir el-Bahari, detrás del edificio principal, junto con las tumbas de otras cinco damas, Henhenet, Kawit, Kemsit, Sadeh y Mayet. Ashayet era la mayor de ellas, tenía aproximadamente 22 años al momento del fallecimiento. Ella y tres de las otras mujeres presentan entre sus títulos el de reina, y casi todas el de Sacerdotisa de Hathor, así que es posible que fueran enterradas allí como parte del culto de la diosa, pero es también posible que fueran hijas de nobles que el rey quisiera mantener vigilados.
El sarcófago de piedra decorado con relieves de Ashayet es uno de los artefactos más conocidos de este periodo. Contenía otro ataúd de madera con el cuerpo de la reina. Una estatua de madera representándola también se encontró en la tumba. Su momia, el sarcófago y el ataúd se encuentran en el Museo Egipcio de El Cairo.
Sus títulos eran: La Esposa Amada del Rey (ḥmt-nỉswt mrỉỉ.t=f ), Ornamento Único del rey (ẖkr.t-nỉswt wˁtỉ.t), Sacerdotisa de Hathor (ḥm.t-nṯr ḥwt-ḥrw), Sacerdotisa de Hathor, grande en kas, la más importante en sus lugares (ḥm.t-nṯr ḥwt-ḥrw wr.t m [k3.w]=s ḫntỉ.t m swt=s), Sacerdotisa de Hathor, grande en kas, la más importante en sus lugares, Señora de Dendera (ḥm.t-nṯr ḥwt-ḥrw nb.t ỉwn.t wr.t k3.w=s ḫntỉ.t m swt=s).